# Júlio Pedrosa
Júlio Domingos Pedrosa da Luz de Jesus (ur. 7 września 1945 w Cantanhede) – portugalski chemik i nauczyciel akademicki, profesor, w latach 2001–2002 minister edukacji.

## Życiorys
Absolwent nauk chemicznych na Uniwersytecie w Coimbrze, doktoryzował się z chemii nieorganicznej na Cardiff University. Pracował jako nauczyciel akademicki na macierzystej uczelni w Combrze, następnie do czasu przejścia w 2009 na emeryturę na Uniwersytecie w Aveiro. Objął na nim stanowisko profesora, w latach 1987–1992 był zastępcą rektora, a od 1994 do 2001 pełnił funkcję rektora tego uniwersytetu. Przewodniczył w międzyczasie CRUP, radzie rektorów portugalskich uniwersytetów.
Od lipca 2001 do kwietnia 2002 sprawował urząd ministra edukacji w drugim rządzie Antónia Guterresa. W latach 2005–2009 zajmował stanowisko przewodniczącego Conselho Nacional de Educação (krajowej rady edukacji).
Odznaczony Krzyżem Wielkim Orderu Edukacji Publicznej (2009).